# Benkovac Fužinski
Benkovac Fužinski est une localité de Croatie située dans la municipalité de Fužine, comitat de Primorje-Gorski Kotar. En 2001, la localité comptait 44 habitants.

## Démographie
| 1948 | 1953 | 1961 | 1971 | 1981 | 1991 | 2001 |
| ---- | ---- | ---- | ---- | ---- | ---- | ---- |
| 119  | 131  | 120  | 72   | 62   | 49   | 44   |